# Bóng đá tại Thế vận hội Mùa hè 2012 – Vòng loại Nam khu vực châu Á (Vòng 2)
Vòng thứ hai của vòng loại môn bóng đá nam tại Thế vận hội Mùa hè 2012 khu vực châu Á diễn ra từ ngày 19 tháng 6 và 23 tháng 6 năm 2011. 

## Thể thức
Tổng cộng 24 đội tuyển (13 đội được vào thẳng vòng này và 11 đội giành chiến thắng từ vòng 1) được bốc thăm chia thành 12 cặp đấu, mỗi cặp thi đấu theo thể thức loại trực tiếp hai lượt trận trên sân nhà và sân khách giống như vòng đầu tiên. 12 đội chiến thắng sẽ giành quyền vào vòng 3.

## Bốc thăm
Lễ bốc thăm cho vòng loại thứ hai được tổ chức vào chiều ngày 30 tháng 3 năm 2011 tại trụ sở AFC ở Kuala Lumpur, Malaysia.
Trong số 24 đội tuyển tham dự vòng thứ hai, 12 đội đã được chọn làm hạt giống trên cơ sở thứ hạng tại vòng loại khu vực và vòng chung kết của giải bóng đá nam Thế vận hội Mùa hè 2008 (thứ hạng tổng thể của các đội tuyển được hiển thị trong ngoặc đơn).
Lưu ý: Các đội tuyển in đậm giành quyền lọt vào vòng 3.
| Nhóm hạt giống | Nhóm không hạt giống |
| --- | --- |
| - Hàn Quốc (1) - Úc (2) - Trung Quốc (3) - Nhật Bản (4) - Iraq (5) - Bahrain (6) - Qatar (7) - Ả Rập Xê Út (8) - CHDCND Triều Tiên (9) - Syria (10) - Liban (11) - Uzbekistan (12) | - Việt Nam (13) - Kuwait (14) - Oman (16) - UAE (17) - Iran (18) - Malaysia (19) - Yemen (21) - Hồng Kông (22) - Jordan (23) - Ấn Độ (24) - Palestine (28) - Turkmenistan (31) |

## Lịch thi đấu
Lịch thi đấu như sau.
| Lượt đấu | Ngày                |
| -------- | ------------------- |
| Lượt đi  | 19 tháng 6 năm 2011 |
| Lượt về  | 23 tháng 6 năm 2011 |

## Tóm tắt
Các đội thắng tiến vào vòng loại thứ ba.
| Đội 1             | TTS        | Đội 2        | Lượt đi | Lượt về |
| ----------------- | ---------- | ------------ | ------- | ------- |
| Qatar             | 4–2        | Ấn Độ        | 3–1     | 1–1     |
| Iraq              | 5–0        | Iran         | 3–0     | 2–0     |
| Bahrain           | (a) 2–2    | Palestine    | 0–1     | 2–1     |
| Úc                | 7–0        | Yemen        | 3–0     | 4–0     |
| Nhật Bản          | 4–3        | Kuwait       | 3–1     | 1–2     |
| Syria             | 6–2        | Turkmenistan | 2–2     | 4–0     |
| CHDCND Triều Tiên | 1–2        | UAE          | 0–1     | 1–1     |
| Hàn Quốc          | 4–2        | Jordan       | 3–1     | 1–1     |
| Uzbekistan        | 3–0        | Hồng Kông    | 1–0     | 2–0     |
| Ả Rập Xê Út       | 6–1        | Việt Nam     | 2–0     | 4–1     |
| Trung Quốc        | 1–4 (h.p.) | Oman         | 0–1     | 1–3     |
| Liban             | 1–2        | Malaysia     | 0–0     | 1–2     |

## Các trận đấu

### Lượt đi
| Qatar                                        | 3– 1     | Ấn Độ         |
| -------------------------------------------- | -------- | ------------- |
| Al-Khalfan 15' · Al Haidos 54' · El Neel 69' | Chi tiết | Lalpekhlua 7' |

| Iraq | 3–0 (xử thắng) | Iran         |
| ---- | -------------- | ------------ |
|      | Chi tiết       | Mosalman 30' |

| Bahrain | 0–1      | Palestine |
| ------- | -------- | --------- |
|         | Chi tiết | Salem 72' |

| Úc                             | 3–0      | Yemen |
| ------------------------------ | -------- | ----- |
| Hoffman 14', 90' · Nichols 67' | Chi tiết |       |

| Nhật Bản                              | 3–1      | Kuwait          |
| ------------------------------------- | -------- | --------------- |
| Kiyotake 18' · Hamada 37' · Osako 61' | Chi tiết | Jaber Jazaa 68' |

| Syria                      | 2–2      | Turkmenistan                  |
| -------------------------- | -------- | ----------------------------- |
| Al Jafal 29' · Al Soma 53' | Chi tiết | Boliýan 50' · Orazsähedow 79' |

| CHDCND Triều Tiên | 0–1      | UAE          |
| ----------------- | -------- | ------------ |
|                   | Chi tiết | M. Ahmed 56' |

| Hàn Quốc                                                         | 3–1      | Jordan      |
| ---------------------------------------------------------------- | -------- | ----------- |
| Kim Tae-Hwan 54' · Yoon Bit-Garam 75' (ph.đ.) · Kim Dong-Sub 85' | Chi tiết | Za'tara 45' |

| Uzbekistan | 1–0      | Hồng Kông |
| ---------- | -------- | --------- |
| Musaev 58' | Chi tiết |           |

| Ả Rập Xê Út                                | 2–0      | Việt Nam |
| ------------------------------------------ | -------- | -------- |
| Al-Faraj 43' · Nguyễn Văn Hậu 90+1' (l.n.) | Chi tiết |          |

| Trung Quốc | 0–1      | Oman         |
| ---------- | -------- | ------------ |
|            | Chi tiết | Al-Hadhri 4' |

| Liban | 0–0      | Malaysia |
| ----- | -------- | -------- |
|       | Chi tiết |          |

### Lượt về
| Ấn Độ             | 1–1      | Qatar       |
| ----------------- | -------- | ----------- |
| Muftah 53' (l.n.) | Chi tiết | El Neel 73' |

Qatar thắng với tổng tỷ số 4–2.
| Iran | 0–2      | Iraq           |
| ---- | -------- | -------------- |
|      | Chi tiết | Radhi 35', 63' |

Iraq thắng với tổng tỷ số 5–0.
| Palestine | 1–2      | Bahrain                 |
| --------- | -------- | ----------------------- |
| Salem 44' | Chi tiết | Saeed 54' · Mubarak 60' |

Tổng tỷ số là 2–2. Bahrain thắng nhờ luật bàn thắng sân khách.
| Yemen | 0–4      | Úc                               |
| ----- | -------- | -------------------------------- |
|       | Chi tiết | Hoffman 18', 31', 52' · Mooy 68' |

Úc thắng với tổng tỷ số 7–0.
| Kuwait                        | 2–1      | Nhật Bản  |
| ----------------------------- | -------- | --------- |
| Aman 48' · Nasser 59' (ph.đ.) | Chi tiết | Sakai 21' |

Nhật Bản thắng với tổng tỷ số 4–3.
| Turkmenistan | 0–4      | Syria                                                  |
| ------------ | -------- | ------------------------------------------------------ |
|              | Chi tiết | Al Soma 10' · Jafal 45' · Zbida 66' · Afa Al Rifai 80' |

Syria thắng với tổng tỷ số 6–2.
| UAE                   | 1–1      | CHDCND Triều Tiên |
| --------------------- | -------- | ----------------- |
| Al Kamali 34' (ph.đ.) | Chi tiết | Ri Jin-Hyok 18'   |

UAE thắng với tổng tỷ số 2-1.
| Jordan      | 1–1      | Hàn Quốc      |
| ----------- | -------- | ------------- |
| Dardour 42' | Chi tiết | Hong Chul 71' |

Hàn Quốc thắng với tổng tỷ số 4–2.
| Hồng Kông | 0–2      | Uzbekistan                   |
| --------- | -------- | ---------------------------- |
|           | Chi tiết | Musaev 8' · Abdukhaliqov 19' |

Uzbekistan thắng với tổng tỷ số 3–0.
| Việt Nam         | 1–4      | Ả Rập Xê Út                                                       |
| ---------------- | -------- | ----------------------------------------------------------------- |
| Lê Văn Thắng 44' | Chi tiết | Al Abed 10' · S. Hassan 28' · I. Hassan 57' (ph.đ.) · Jaizawi 84' |

Ả Rập Xê Út thắng với tổng tỷ số 6–1.
| Oman                                   | 3–1 (s.h.p.) | Trung Quốc |
| -------------------------------------- | ------------ | ---------- |
| Al-Hadhri 94', 118' · Abdul-Karim 114' | Chi tiết     | Wu Xi 69'  |

Oman thắng với tổng tỷ số 4–1.
| Malaysia                       | 2–1      | Liban    |
| ------------------------------ | -------- | -------- |
| Irfan 9' · Wan Zack Haikal 41' | Chi tiết | Atie 63' |

Malaysia thắng với tổng tỷ số 2-1.

## Cầu thủ ghi bàn
Đã có 62 bàn thắng ghi được trong 24 trận đấu, trung bình 2.58 bàn thắng mỗi trận đấu.
5 bàn thắng
- Jason Hoffman

3 bàn thắng
- Hussain Al-Hadhri

2 bàn thắng
- Amjad Radhi
- Khaled Salem
- Mohamed Salah El Neel
- Oday Al Jafal
- Al Soma
- Fozil Musaev

1 bàn thắng
- Aaron Mooy
- Mitch Nichols
- Ali Khalil Mubarak
- Sayed Saeed
- Wu Xi
- Jeje Lalpekhlua
- Mohsen Mosalman
- Hamza Dardour
- Mahmoud Za'tara
- Hiroki Sakai
- Hiroshi Kiyotake
- Mizuki Hamada
- Yuya Osako
- Hong Chul
- Kim Dong-Sub
- Kim Tae-Hwan
- Yoon Bit-Garam
- Hamad Aman
- Jaber Jazaa
- Yousef Nasser
- Abdulrahim Jaizawi
- Ibrahim Hassan
- Nawaf Al Abed
- Salman Al-Faraj
- Saud Hassan
- Chadi Atie
- Mohd Irfan Fazail
- Wan Zack Haikal
- Yaqoob Abdul-Karim
- Ri Jin-Hyok
- Ahmed Al-Khalfan
- Hassan Al Haidos
- Mohamad Afa Al Rifai
- Mohamad Zbida
- Aleksandr Boliýan
- Wahyt Orazsähedow
- Hamdan Al Kamali
- Mohamed Ahmed
- Temurkhuja Abdukhaliqov
- Lê Văn Thắng

1 bàn phản lưới nhà
- Khaled Muftah (trong trận gặp Ấn Độ)
- Nguyễn Văn Hậu (trong trận gặp Ả Rập Xê Út)